# 季節年
季節年是一個季節性事件重複出現的時間間隔，例如河水的氾濫、特定某種鳥類的遷徙、或某種植物的花成長。
因為預測季節性事件農民的需要導致日曆的發展，但是一年又一年的季節事件由於年的變異性（氣候變化或是隨機的變化）導致季節年的長度很難量度，這意味著日曆是基於天文年（它的規則性很容易測量）作為季節年的代理項。例如，古埃及人使用天狼星的偕日昇來預測尼羅河的氾濫。
對過去300年溫度記錄的研究，認為季節年受到近點年的支配，而不是回歸年。
這項建議令人驚訝的是因為一向都認為季節受到地球自轉軸的傾斜支配（參見太陽角度對氣候的影響）。這兩種型態的年每300年只有4天的差異，所以湯普森的結果可能並不重要，但是，這樣的結果並非不合理的。季節可以被視為兩個稍有不同的頻率，被輸入振盪系統的輸出結果：輸入的總能量來自太陽，隨著近點年變化；但是能量在兩個半球的分配隨著回歸年變化。在其它的物理情況下，由兩個相似的頻率驅動的振盪系統可以鎖定在其中任何一個的頻率上。必須考慮的一點是，軸對太陽的傾斜所導致的影響必須大於太陽距離變化所導致的影響。